# Iris (2024)
Iris ist ein österreichischer Kurzfilm aus dem Jahr 2024 von Michael J. Keplinger. Der Film wurde beim Crossing Europe Filmfestival 2024 uraufgeführt.

## Handlung
Ein Paar campiert in seinem Van in einem abgelegenen Wald. Als der Freund für einen kurzen Spaziergang geht, stellt sich bei der Unterhaltung in Gebärdensprache heraus, dass Iris gehörlos ist. Der Abend nimmt eine unheimliche Wendung, als die nun alleinstehende Iris eine Reihe bedrohlicher Nachrichten erhält, die ihr zeigen, dass sie nicht allein ist.

## Rezeption
Iris wurde im Rahmen der VÖFA-Landesmeisterschaft Oberösterreich/Salzburg gezeigt, wo besonders die akustische Gestaltung und die Musik gelobt wurden. So lobt Toni Wallner, dass der „Spielfilm der etwas anderen Art (…) mit der Musik einen Spannungsbogen erzeugt hat, aber die Musik ist trotzdem dezent eingesetzt gewesen und eingesetzt worden, ohne einmal laut zu werden, sondern sie war intensiver, und trotzdem leise.“ Auch besonders positiv hervorgehoben wurde die Lichtsetzung von Sophie Schaller und das Schauspiel Pauers. Der Film gewann die Landesmeisterschaft Oberösterreich, eine Goldmedaille, sowie die Sonderpreise für bemerkenswerte Regie, bemerkenswerte akustische Gestaltung und bemerkenswerte Bildgestaltung. Im Juni 2024 folgte die Auszeichnung mit dem Creative Video Award durch die Zawinul Foundation For Achievement und im Oktober 2024 die Auszeichnung als Best Horror 2024 beim Austrian Filmfestival. Ebenso im Oktober 2024 wurde Iris beim Fright Nights Festival gezeigt.
Die offizielle Premiere erfolgte beim Crossing Europe Filmfestival 2024.

## Preise
| Jahr |                                            | Preis/Kategorie                                      | Status    |
| ---- | ------------------------------------------ | ---------------------------------------------------- | --------- |
| 2023 | Flatness Film Awards                       | 2nd Season 2023                                      | Finalist  |
| 2024 | Festival der Film-Autoren                  | Landesmeister für Oberösterreich                     | gewonnen  |
| 2024 | Festival der Film-Autoren                  | Goldmedaille                                         | gewonnen  |
| 2024 | Festival der Film-Autoren                  | Sonderpreis für bemerkenswerte Regie                 | gewonnen  |
| 2024 | Festival der Film-Autoren                  | Sonderpreis für bemerkenswerte akustische Gestaltung | gewonnen  |
| 2024 | Festival der Film-Autoren                  | Sonderpreis für bemerkenswerte Bildgestaltung        | gewonnen  |
| 2024 | Festival der Österreichischen Film-Autoren | Silbermedaille                                       | gewonnen  |
| 2024 | Festival der Österreichischen Film-Autoren | Sonderpreis für bemerkenswerte Darstellung           | nominiert |
| 2024 | Festival der Österreichischen Film-Autoren | Sonderpreis für bemerkenswerte filmische Umsetzung   | nominiert |
| 2024 | Festival der Österreichischen Film-Autoren | Sonderpreis für bemerkenswerte Regie                 | nominiert |
| 2024 | Zawinul Foundation For Achievement         | Creative Video Award                                 | gewonnen  |
| 2024 | Austrian Filmfestival                      | Best Horror 2024                                     | gewonnen  |
| 2024 | Austrian Filmfestival                      | Best Film                                            | nominiert |
| 2025 | TimeLine Film Festival                     | Intercultural and Integration Award                  | gewonnen  |
| 2025 | Buntingford Shorts Film Festival           | Horror-Kategorie                                     | gewonnen  |